# Jan Laski
Jan Laski, (em português: João Laski; Lask, 1499 — Pińczów, 8 de Janeiro de 1560) - pastor, teólogo e reformador evangélico polonês. Sacerdote originalmente católico, que depois se converteu ao protestantismo, servindo como o mais proeminente polonês da reforma. Humanista, escritor, tradutor, diplomata, e o secretário do rei Sigismundo I, o Velho no ano de 1521. Organizador das igrejas protestantes na Inglaterra e no condado da Frísia Oriental e o criador da Igreja calvinista na Polônia. Laski tem mérito no desenvolvimento da linguagem e da literatura polaca, bem como no do humanismo e nas tradições democráticas do seu país. Pertence à segunda geração de reformadores.

## Estudo, tempo como católico e viagens a Europa Ocidental
Jan Laski nasceu em Łask, filho de Jaroslaw Laski, o governador de Sieradz, e de Zuzanny (Susana) z Bąkowej Góry. Terceiro filho da família nobre e influente, Laski foi destinado a um dia suceder seu tio, que  por um bom tempo foi secretário real, arcebispo de Gniezno, primaz e chanceler-mor da Polônia. Este também se chamava Jan Laski, alcunhado Jan Laski, o Velho (1456-1531). Seu tio o promoveu, com seus irmãos, e o nomeou, aos 14 anos, cooperador, cônego de Cracóvia e reitor de Gniezno.
Ele recebeu educação inicialmente na corte de seu tio, e nos anos 1514-1519 foi para a faculdade, primeiro para Viena e depois para Roma, onde estudou direito, teologia, literatura e línguas antigas (latim, grego, alemão e italiano) nas universidades de Bolonha e Pádua.
Na primavera de 1524 Jan acompanhou seus irmãos Hieronim (Jerônimo) e Stanisława (Estanislau) em viagem diplomática às cortes de Blois e Paris na França. Ele foi apresentado à princesa Margarida de Valois, e foi encarregado de sua correspondência. Também viajou em missão confiada por seu tio para a Itália. Conforme a vontade de seu tio, ele bem que passou por uma carreira espiritual, mas acima de tudo tinha paixão por humanidades e queria conhecer as correntes intelectuais de sua época.
Em 1524 Laski conheceu Ulrico Zuínglio em Zurique, e em 1525 visitou Erasmo de Roterdão em Basiléia, e nesta cidade ficou morando, na Europa Ocidental. Erasmo muito impressionou o jovem Laski, a tal ponto dele se mudar para a casa do professor, onde viveu por seis meses. Em uma carta a Heinrich Bullinger, sucessor de Zuínglio em Zurique, Laski escreveu: "Erasmo levou-me a lidar com a teologia, sim, ele me levou ao caminho da verdadeira religião". Tornaram-se amigos íntimos, e Jan comprou um valioso acervo da biblioteca de seu mestre, a "biblioteca do humanista cristão". Mais tarde, trouxe todo o acervo à Polônia sob a guarda do erudito Andrzej Frycz Modrzewski.
Ali ficou bem familiarizado com os ideais da reforma protestante. Também veio a se reunir e a se tornar amigo em toda a Europa Ocidental de proeminentes reformadores como: Joachim Camerarius, Johannes Oecolampadius, Albert Hardenberg, Martin Bucer, Filipe Melâncton e Konrad Pelikan.
Continuava apaixonado pelo humanismo. De volta à Polônia, chegou a enviar emissários à Rússia em busca de manuscritos gregos perdidos em bibliotecas.

## Casamento
Em 1537 Jan esteve em Lovaina, com Hardenberg, onde este ensinava teologia. Já estava decidido pela igreja protestante, pelo que se determinou: "servir, na sua pequenez, esta Igreja de Cristo que, ele odiou nos tempos de farisaísmo e ignorância.".
Em Lovaina ficou hospedado na casa de uma viúva, Antoinette Van Rosmers, em cuja casa havia reunião de um pequeno grupo de pessoas para estudos da Bíblia. Neste grupo, Jan conheceu Barbara, filha de um tecelão, de humildes condições, com quem se casou em 1540. Casaram-se na comunidade cristã “Irmãos e Irmãs da Vida Comum”. Ele foi o primeiro religioso da Polônia a quebrar o celibato de padre. O casamento feito por um padre era praticamente a declaração de adesão ao protestantismo. Laski, por isso, agora também se tinha por “herege” na Polônia.

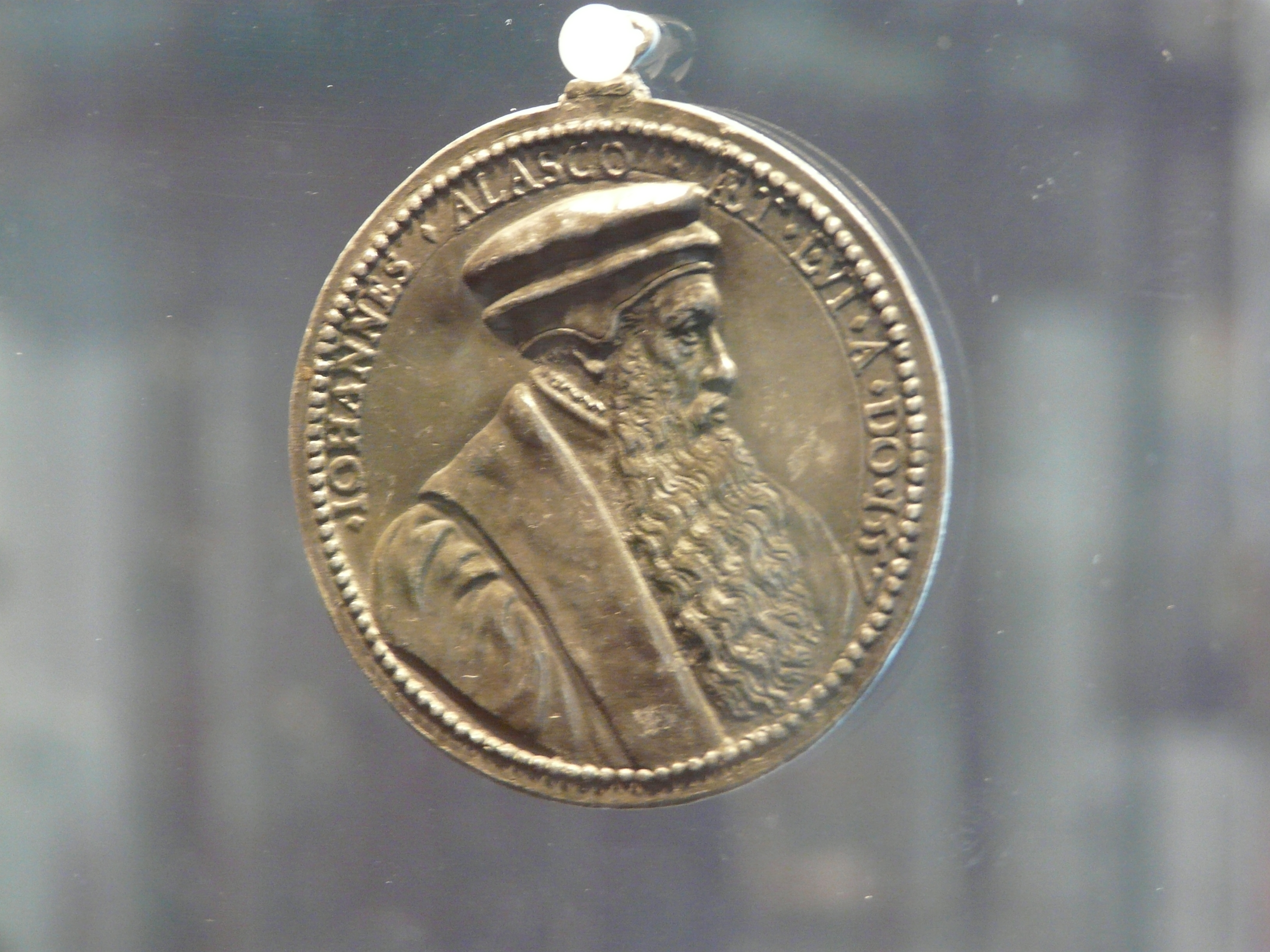
Coleção das medalhas comemorativas do Museu Nacional de Poznań. Medalha de número 27 - Jan Laski, 1557.

## Superintendência na Frísa Oriental e pastor de Emden
Para escapar da Inquisição, em maio de 1540 fugiu para a Alemanha. Escrevera uma carta ao bispo de Poznań, Łukasz II Górka notificando-o de sua retirada da Igreja Católica Romana e de seu casamento. Ele recebeu o convite da condessa Ana de Oldemburgo para ocupar o cargo de superintendente (bispo) de todas as igrejas da Frísia Oriental, que recentemente tinham se tornado protestantes e de pastor da igreja de Emden, mas recusou. Em 1542, após ruptura total com a igreja Polonesa atende ao convite da regente e se muda com sua esposa.
Como superintendente da Frísia Oriental e pastor de Emden, fez o trabalho de um reformador. Sua tarefa era árdua, de trazer harmonia entre reformados, luteranos e anabatistas. Organizou as igrejas separando-as dos mosteiros e das comunidades anabatistas. Retirou dos altares as imagens e fundou a Assembleia dos Pregadores Reformados da Frísia Oriental. A Assembleia não entrou em consenso nos entendimentos tocantes à Ceia do Senhor, porém, o conselho existe até hoje, sendo composto por pastores reformados. Laski escreveu seu manifesto de teologia Epitome doctrinae ecclesiarum Phrisiae Orientalis e desenvolveu um catecismo. Em sua liderança como superintendente construiu boa reputação com os outros líderes reformados; teve sucesso também em eliminar o catolicismo na região.
Devido ao clima local sofreu de diversas malárias.

## Como superintendente na Inglaterra
No final de setembro de 1549, Laski teve de deixar Emden e ir para Londres, atendendo ao convite de Tomás Cranmer, arcebispo de Cantuária. Em 24 de julho de 1550 o rei Eduardo VI o deu o título de superintendente das Igrejas dos Estrangeiros. Após lidar com as questões doutrinárias, começou vigorosamente a organizar as congregações anglicanas no espírito reformado, presbiteriano. Escreveu o Código Municipal de Londres, seu principal trabalho de teologia. Também reorganizou a assistência dos fiéis, seguindo as ideias de Calvino e estabeleceu uma "repartição de mesas (balcões) de ajuda para os necessitados.".

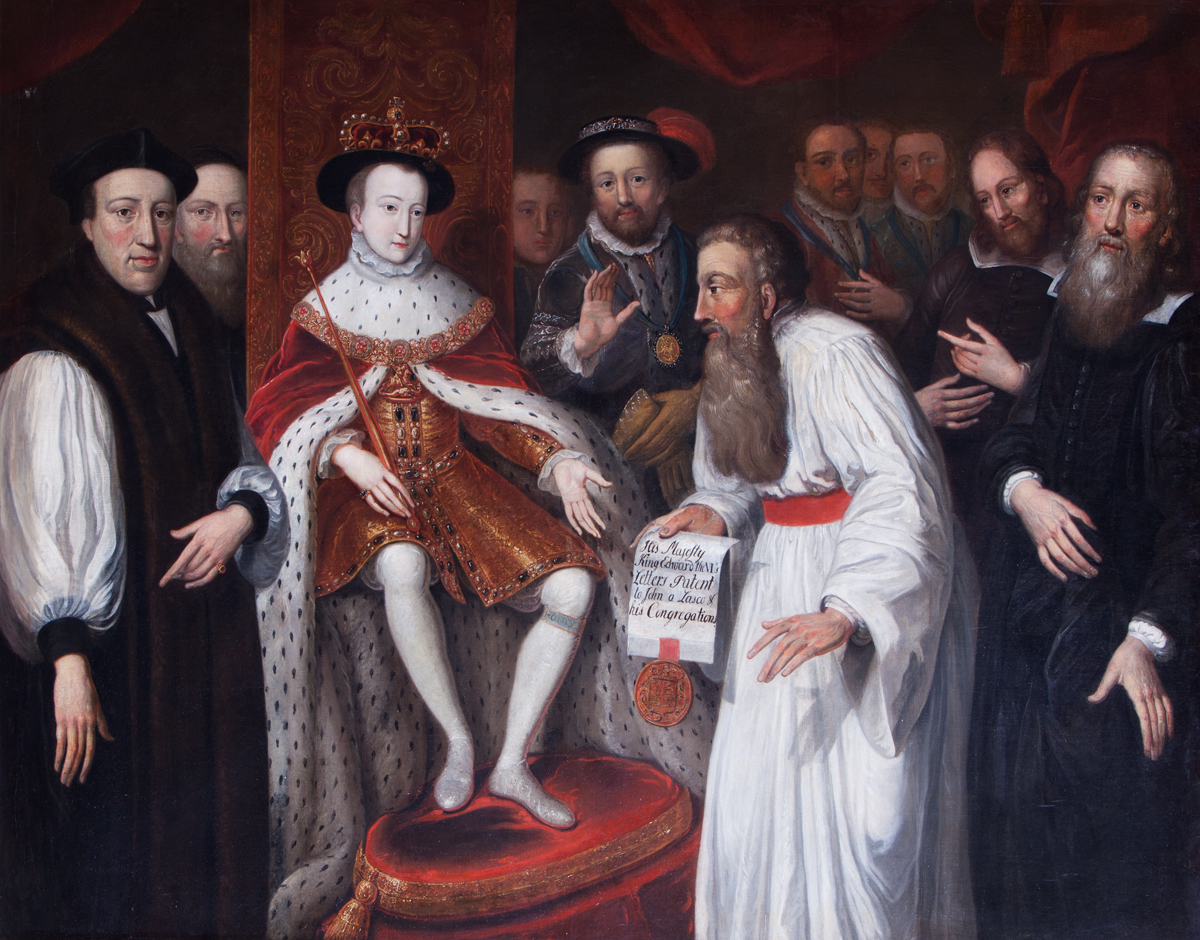
Euardo VI concedendo permissão para Laski estabelecer uma Congregação para protestantes europeus em Londres, em 1550, pintura de Johann Valentin Haidt.

Também escreveu seu próprio catecismo, que mais tarde se tornou a base do "Catecismo de Heidelberg", usado nas igrejas protestantes.
Laski evitou impor seus próprios pontos de vista e sempre tentou obter aceitação dos paroquianos. A democratização da vida religiosa foi uma de suas prioridades, e, em regra, tentava erradicar o modelo hierárquico de funcionamento da Igreja Católica. Neste contexto, houve conflitos com membros do clero anglicano, que ofenderam a rigorosa moral calvinista (dura disciplina e modéstia do clero e dos fiéis) e as inovações de Laski (proibição de vestimentas e de decorações dos altares nas igrejas). Laski fez da igualdade entre todos os membros da igreja um princípio orientador, independentemente de origem ou posição social. Negava qualquer distinção entre pastores e presbíteros, salvo nos termos de quem poderia ensinar e administrar os sacramentos. Ele foi o primeiro a introduzir a cerimônia da confirmação da juventude protestante.
Era ativo na Igreja Anglicana: no discurso Brevis et dilucida de Sacramentis ecclesiae Christi tractatio salientou a necessidade de se distanciar da tradição católica na questão dos sacramentos (Jan reconheceu, pela Bíblia, apenas a Ceia do Senhor e o Batismo como sacramentos). Laski foi fundamental para a “protestantização” da Igreja Anglicana e criou a base para o posterior movimento puritano na Inglaterra. A estes trabalhos lhe foi útil sua experiência de pastor na Frísia.
Com a morte de sua esposa, no final de 1552, se casou novamente, com a jovem inglesa Catherine, alguns meses depois. Precisava de alguém para cuidar dele e de seus filhos, uma vez que já estava velho e com sua saúde em declínio.

## Perseguição pela rainha Maria I e retorno à Polônia
Após a morte do jovem rei Eduardo VI ascendeu ao trono inglês em julho de 1553 sua meia-irmã Maria I (alcunhada “Maria Sangrenta”), católica. Esta emprega uma “recatolicização” sangrenta no país, privando as comunidades lideradas por Laski de seus privilégios concedidos até então. Em novembro de 1553 Laski decide fugir com 175 fiéis de sua congregação para Copenhague. Na Dinamarca, eles não têm permissão para permanecer, pois não haviam aceitado a Confissão de Fé de Augsburgo. Depois de uma odisseia através de vários portos do Mar Báltico, o grupo de refugiados finalmente chega em Emden, onde Laski pode com eles ficar.
Encorajado pela notícia dos progressos da reforma na Polônia, depois de 17 anos (1556), retorna à sua terra natal, que agora está sob o governo do rei Sigismundo II. Os protestantes poloneses o receberam com alegria e fé por sua experiência e habilidades organizacionais. Jan sabia que para minar o forte domínio da Igreja Católica polonesa, devia obter o apoio do rei. Tentou, entre outros trâmites, converter o rei à fé reformada, porém não conseguiu. Tentou também organizar todos os protestantes do país em uma coligação forte, mas não foi bem sucedido.
Se estabeleceu em Pińczów, onde ainda colaborou muito com a reforma no seu país.

## Atividades na Polônia e falecimento em Pińczów
Ele fundou uma escola evangélica em Pińczów de nível de ensino médio, com a intenção de fazer uma faculdade. Desenvolveu um centro muito ativo para missões e divulgação da Palavra, o que resultou em um aumento de três vezes no número de igrejas. Participou da tradução da Bíblia para o polonês (que foi publicado em 1563, em Brest-Litovsk, chamada Bíblia de Brest ou Bíblia Radziwiłłowska, do magnata Nicolau Radziwill, o Negro).
Jan Laski morre após uma doença progressiva, em 8 de Janeiro de 1560 em Pińczów. Foi enterrado em 29 de Janeiro debaixo do altar principal da igreja calvinista da cidade, hoje, igreja católica São João.

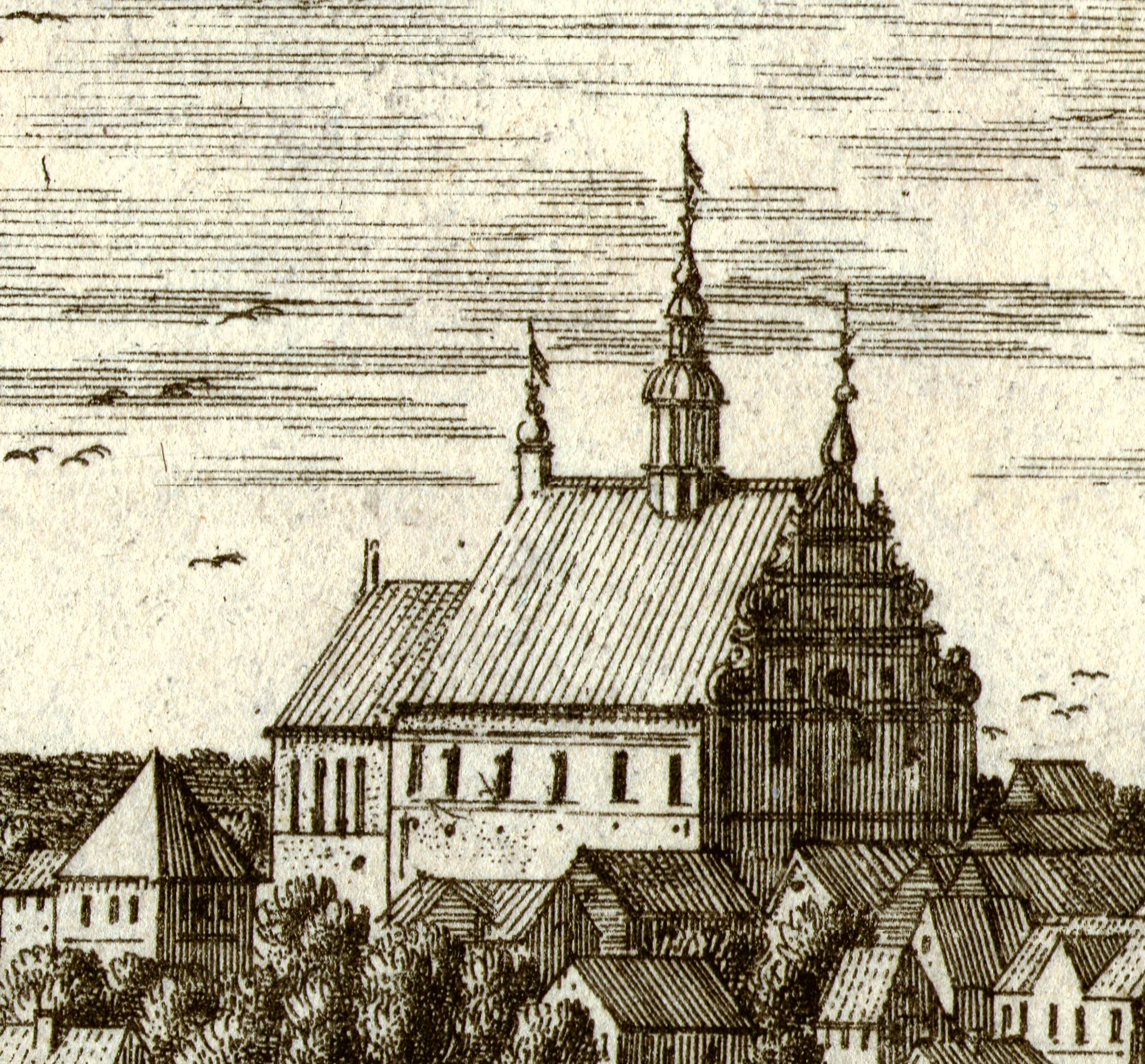
Laski foi enterrado em 29 de Janeiro de 1560 debaixo do altar da igreja calvinista de Pińczów, hoje, igreja católica São João.

Laski não era um grande teólogo como Bucer, Bullinger ou Calvino. Ele era um talentoso líder e organizador das igrejas, que combinou os melhores elementos do episcopado, presbiterianismo e congregacionalismo.
Laski era também um diplomata energético, atuando na corte do duque Alberto da Prússia e de outros príncipes alemães, a fim de criar uma grande coalizão contra o Papa e o Imperador, o que não veio a ser concretizado.
Ele é celebrado no Muro dos Reformadores, em Genebra.
É uma das figuras representadas na pintura Homenagem da Prússia de Jan Matejko.
Em Emden, uma biblioteca leva seu nome, a maior biblioteca protestante do mundo.

## Obras
Grandes obras:
- Catechismus Maior, escrito provavelmente em 1546. Londres, 1551 (edição desconhecida); trans. holandês Sex De Catechismus, Londres, 1551; Edições seguintes: Londres, 1553; Emden, 1558, 1563 (edição desconhecida).
- Catechismus menor, Emden, 1554; Ed. próxima: sex Catequese ecclesiae Emdanae, Emden, 1566 e 1630; Groninga, 1650; trans. holandês Fri kinderlehre Catechismus EFFTA de 1554, Emden; Emden, 1717 (em anos subsequentes repetidamente reproduzida); trans. a edição alemã. Groninga, 1650.
- Forma ac ratio tota ecclesiastici ministerii in peregrinorum, potissimum vero Germanorum ecclesia, instituta Londini in Anglia, per... regem Edvardum eius nominis Sextum anno post Christum natum, 1550 (data de publicação a partir de 06 de Setembro de 1555, em Frankfurt).
- Assavoir s'il est licité à l'homme chrétien, ed. em: Les Conseils et advis des plusieurs excellens et savans personnages sur le fait des temporiseurs, Genebra, 1556.
- Epistolae tres lectu dignissimae de recta et legitima ecclesiarum bene instituendarum ratione ac modo, ad... regem Poloniae, senatum reliquosque ordines, Basileia, 1556, impressão de J. Oporinus.

Traduções:
- A Bíblia Sagrada, os livros do Antigo e do Novo Testamento, Brest, 1563 impressão de Wojewódka (J. Laski estava entre os tradutores da Bíblia Brest).